# Metepeira glomerabilis
Metepeira glomerabilis là một loài nhện trong họ Araneidae.
Loài này thuộc chi Metepeira. Metepeira glomerabilis được Eugen von Keyserling miêu tả năm 1892.